# 빅토리아 테인

빅토리아 테인(Victoria Thaine, 1984년 1월 7일 ~ )은 오스트레일리아의 배우이다.
오스트레일리아에서 태어났다.

## 영화
- 더 킹덤 오브 더그 (2013년)
- 러브드 원스 (2009년) - 홀리 역
- 곤 (2007년)
- 48 쉐이즈 (2006년)
- 마스크 2 - 마스크의 아들 (2005년)
- 올 세인츠 (1998년)